# 틀라카텍카틀

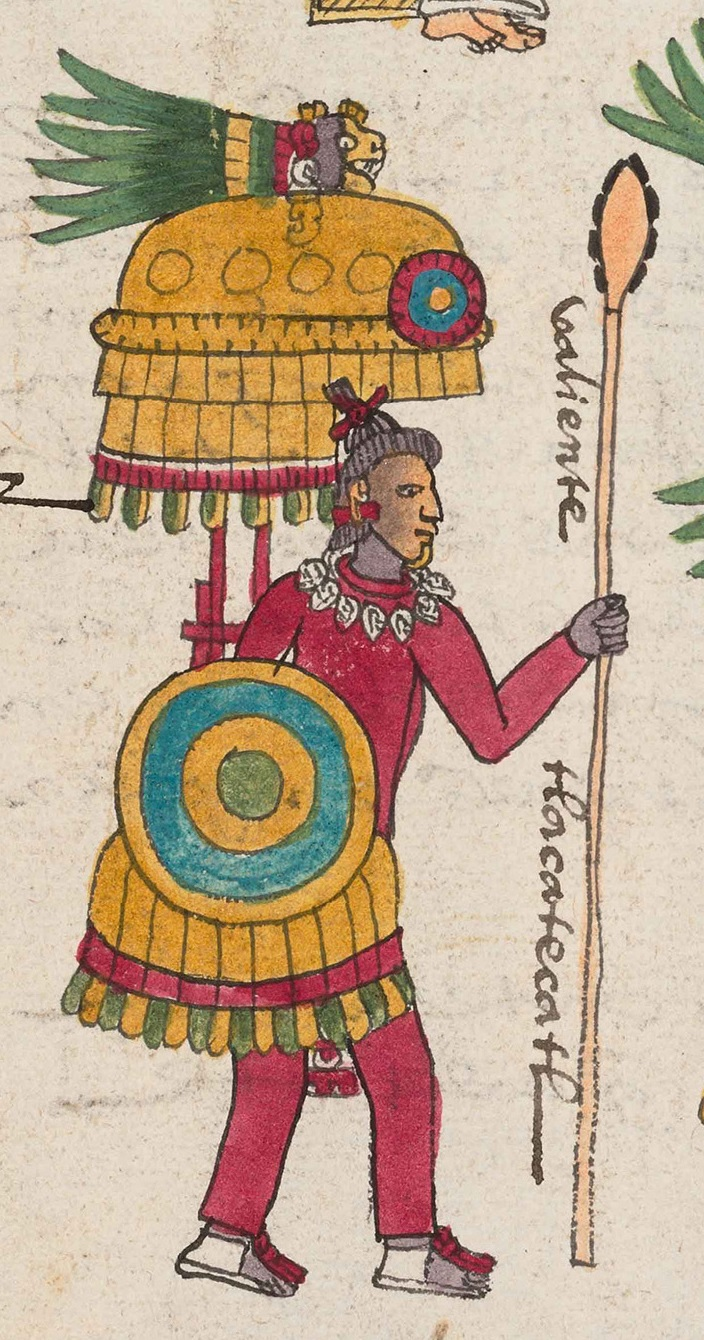
멘도사의 서에 그려진 틀라카텍카틀. 한 손에는 치말리(chimalli)라는 방패를, 다른 손에는 테포스토필리(tepoztopilli)라는 창을 들었다.

틀라카텍카틀(나와틀어: Tlacateccatl [t͡ɬaːkaˈteːkkat͡ɬ])은 아스텍 제국의 군사 칭호 또는 작위이다. 근현대의 장성급 지휘관과 대체로 동격으로 여길 수 있다. 수도 테노치티틀란 중심의 군사구역 틀라카텍코(tlacatecco)의 책임자였으며, 전쟁시 군주 틀라토아니와 총사령관 틀라코치칼카틀 다음가는 셋째 서열에 있었다.
틀라카텍카틀은 "머리 깎은 자들"이라는 뜻의 쿠아칙퀘으(cuachicqueh)라는 전사집단의 상임 구성원이었다.

## 참고 자료
- Hassig, Ross (1988). Aztec Warfare: Imperial Expansion and Political Control. Norman: University of Oklahoma Press. ISBN 0-8061-2121-1.